# Sanctuaire de Jongmyo
Le sanctuaire de Jongmyo est un sanctuaire confucéen consacré aux membres de la famille royale de la dynastie Chosŏn. Selon l'UNESCO, c'est le plus vieux sanctuaire royal confucéen ; les cérémonies qui y ont encore lieu continuent une tradition établie au XIVe siècle. Ces sanctuaires existaient déjà pendant la période des trois Royaumes de Corée, mais il ne reste que ceux voués à la famille Chosŏn.
Le sanctuaire de Jongmyo, situé au nord de Séoul, est sur la liste du patrimoine mondial de l'UNESCO depuis 1995.

## Histoire

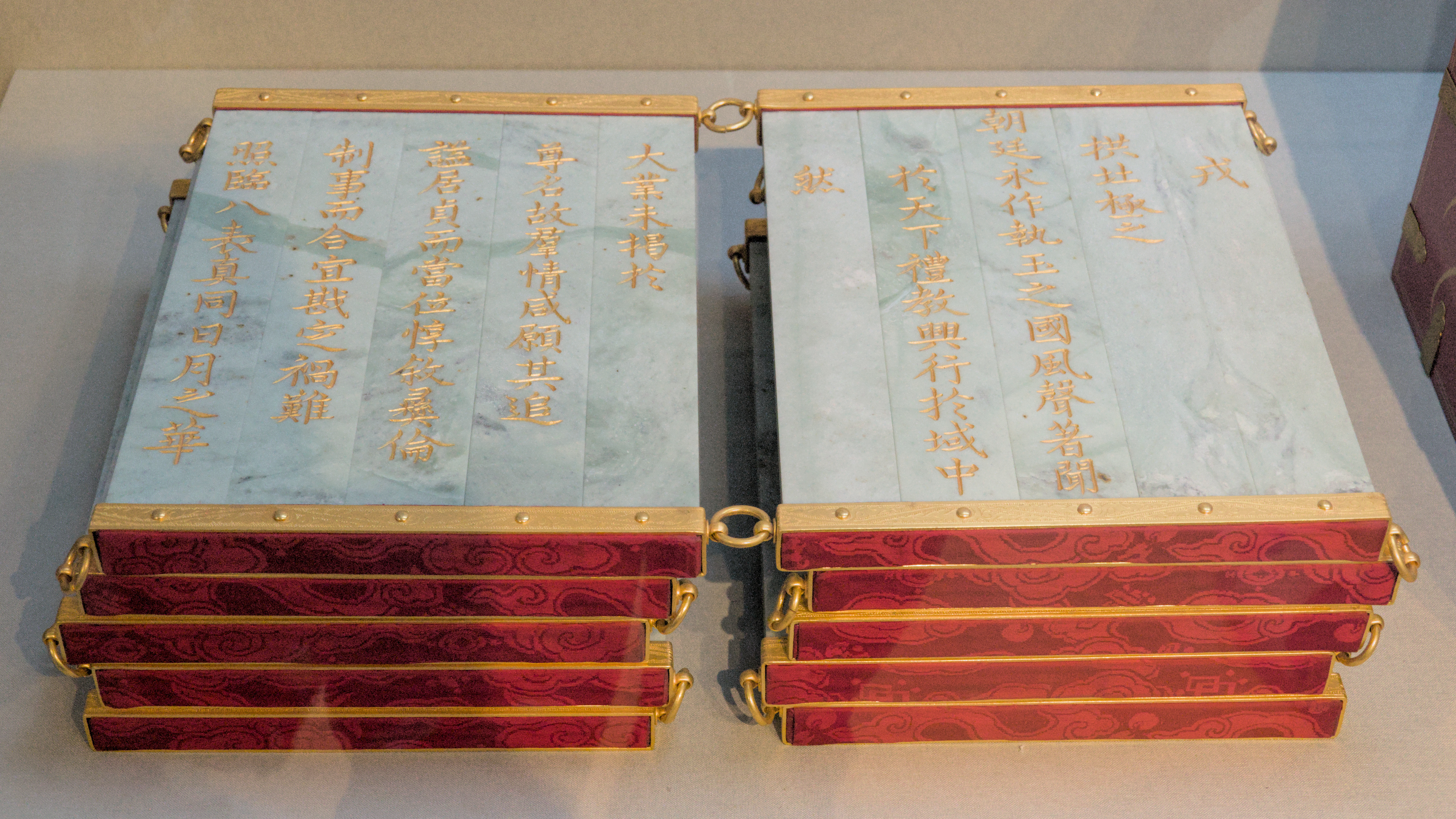
Un exemple des tablettes royales.

Construit en 1394 sur les ordres du roi Taejo, on le pense alors l'un des édifices les plus longs d'Asie, ou même le plus long. La structure principale, le Jeongjeon, comporte sept pièces, toutes pour un roi et sa reine. Le complexe est développé par le roi Sejong le Grand, qui commande la construction du Yeongnyeongjeon (« Hall de confort éternel »). L'expansion du complexe continue avec le temps par nécessité de garder les tablettes des rois postérieurs ; la construction s'allonge d'ouest en est. Au total, on y fit construire dix-neuf pièces.
Pendant la Guerre Imjin (l'invasion japonaise de la Corée en 1592-1598) les troupes japonaises incendient le sanctuaire original. Un nouveau est construit à sa place en 1601 ; c'est celui que l'on voit de nos jours. Les tablettes furent sauvées de la destruction parce qu'elles furent cachées chez un paysan ; ce sont donc les tablettes originelles qui sont exposées aujourd'hui. 
Il y a dix-neuf tablettes pour les rois et trente pour les reines, placées dans dix-neuf salles très simples et sobres. Il ne manque que les tablettes de deux rois.
L'entrée méridionale était réservée aux esprits visitant le sanctuaire, l'entrée orientale au roi, et l'entrée occidentale à ceux pratiquant les rituels royaux.
Vu depuis le trône du roi au palais Gyeongbokgung, le sanctuaire serait à gauche et le sanctuaire Sajik à droite ; il y avait également un sanctuaire confucéen important.
Les halls sont entourés de collines. Devant l'édifice principal on voit la cour Woldae, mesurant 150 m de long et 100 de large.

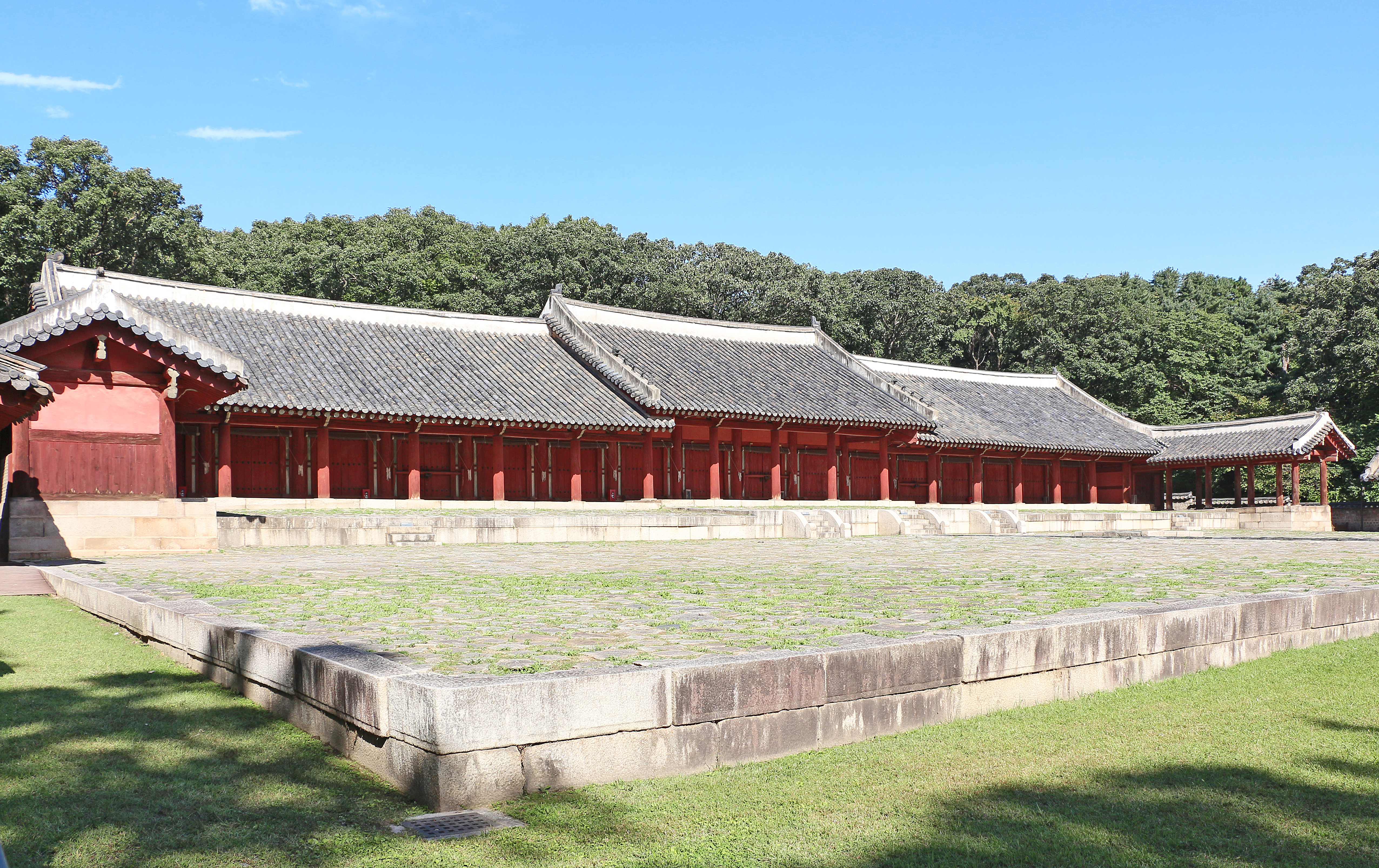
Le Yeongnyeongjeon
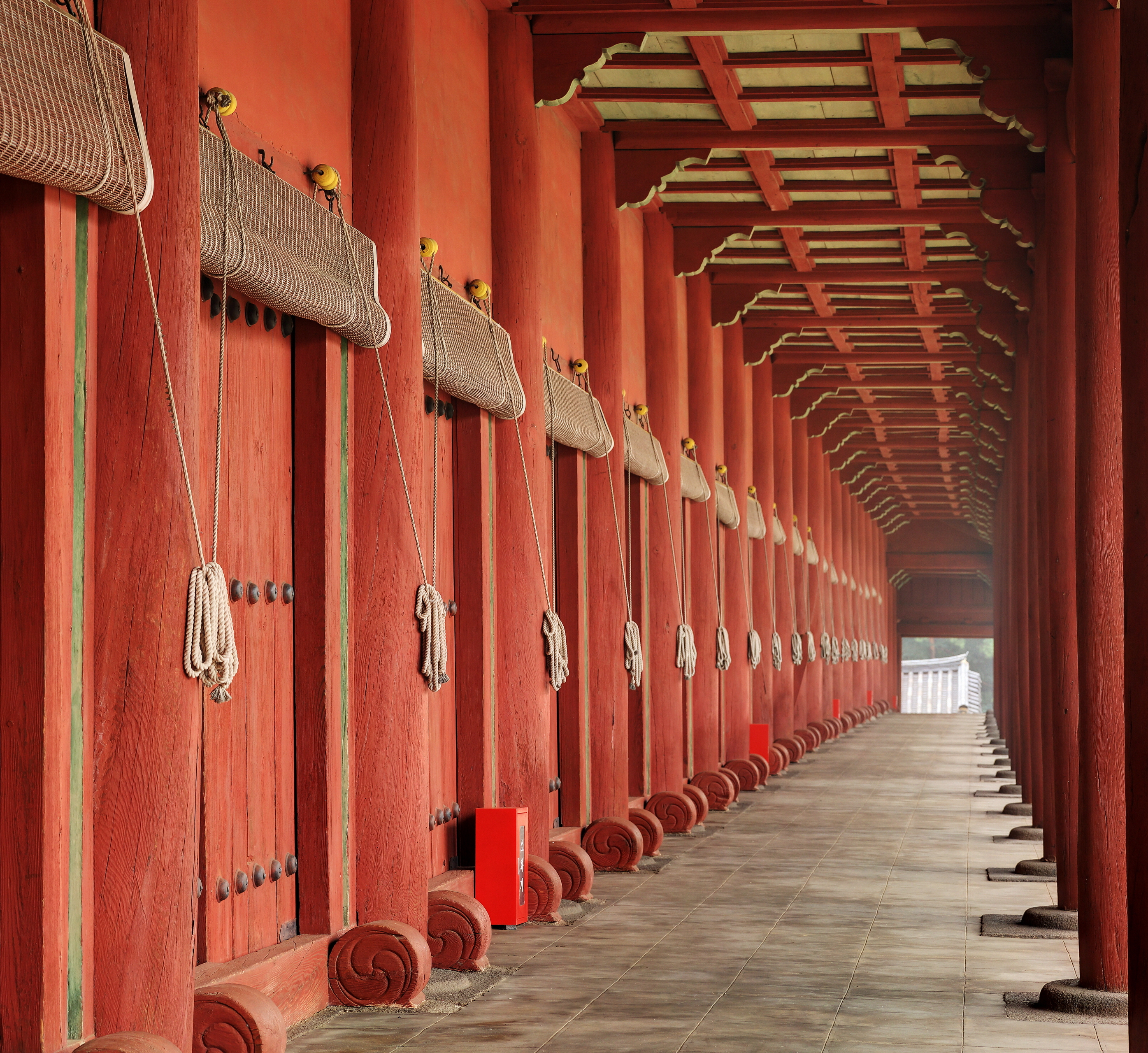
Un corridor dans le Jeongjeon de Jongmyo. Chaque porte ouvre sur un esprit d'ancêtre.
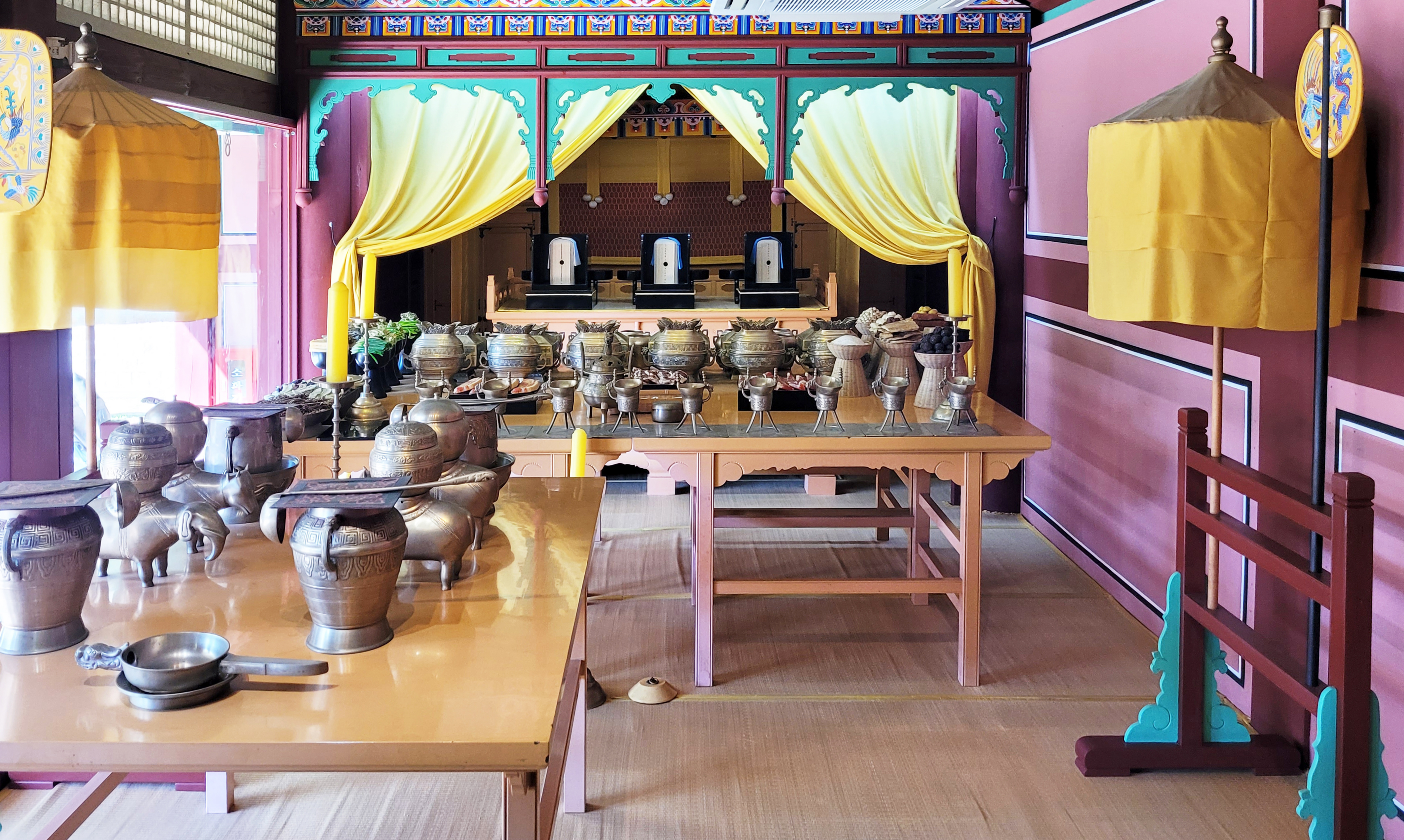
Salle du Hyangdaecheong

## Jongmyo jeryeak
Un rituel très élaboré de musique et danses de l'ancienne cour, appelé « Jongmyo jeryeak », y a lieu tous les ans. Des musiciens, danseurs et chercheurs y font des rituels confucéens, dont le Jongmyo Daeje (« Rituel du sanctuaire royal »), cinq fois par an.
Aujourd'hui les rituels ont été retrouvés ; on fait le Jongmyo Daeje chaque mai. Le Jongmyo Jerye-ak, la musique traditionnelle de la cour de Chosŏn, est jouée par l'Orchestre de la cour royale ; cette musique puise ses origines dans la musique de la cour chinoise, répandue en Corée pendant la période Koryŏ. Le roi Sejong le Grand fit composer de nouvelles musiques pour le rituel, largement basés sur le hyangak (mélangé à un peu de dangak) en 1447 et 1462.